# (6506) Klausheide
(6506) Klausheide (1978 EN10) – planetoida z pasa głównego asteroid okrążająca Słońce w ciągu 3 lat i 238 dni w średniej odległości 2,37 j.a. Została odkryta 15 marca 1978 roku.